# Eleição municipal de Votorantim em 2012
A eleição municipal de Votorantim em 2012 aconteceu no município de Votorantim, no Estado de São Paulo, Brasil, no dia 07 de outubro de 2012. Três candidatos disputaram a vaga pela prefeitura, dentre eles Erinaldo (PSDB), Pivetta (PT) e Fernando (DEM). O prefeito eleito foi Erinaldo Alves da Silva e seu vice Silvano (PTB) com 37,45% das urnas – um total de 23.534 votos. Já na Câmara Municipal de Votorantim, a disputa foi entre 214 candidatos para os 11 cargos de vereador. A candidata mais votada - e atual presidente da câmara municipal de Votorantim - foi Fabíola Filha do Erinaldo, com 2.301 votos, totalizando 2,80% do eleitorado.

## Antecedentes
A Eleição Municipal de Votorantim em 2008 foi disputada por quatro candidatos, dentre eles Pivetta (PT), eleito com 43% dos votos, Erinaldo (PSDB) em segundo lugar com 37%, Silvano (PTB) com 16% e Marcos Trinca (PSDC) com 2% dos votos. Com um eleitorado de 75 442 pessoas, 3598 foram votos nulos (5%), 2557 foram votos brancos (3%) e houve 9415 abstenções (12%).

## Eleitorado
Nas eleições de 2012, os eleitores e eleitoras de Votorantim totalizavam 82.235 pessoas. Esse número corresponde a aproximadamente 78,57% da população do município.

## Candidatos
Foram três candidatos à prefeitura em 2012: Erinaldo do PSDB, Pivetta do PT e Fernando do DEM.
|  | Candidato(a) | Vice          | Partido | Coligação |
|  | ------------ | ------------- | ------- | --- |
|  | Erinaldo     | Silvano       | PSDB    | "Desenvolvimento com Responsabilidade". (PTB / PSL / PMN / PTC / PSDB / PPL)                                                                 |
|  | Pivetta      | Marcos Mancio | PT      | "Pra avançar ainda mais". (PRB / PP / PDT / PT / PMDB / PTN / PSC / PR / PPS / PSDC / PRTB / PHS / PSB / PV / PRP / PSD / PC do B / PT do B) |
|  | Fernando     | Dude          | DEM     | "DEM" |

## Campanha
O prefeito eleito, Erinaldo, venceu as urnas com uma pequena margem de votos. Em suas propostas, ele se comprometeu com tudo que for necessário para o funcionamento da Escola em Tempo Integral, oferecendo atividades socioeducativas, culturais e esportivas. Com o tema de coligação "Desenvolvimento com responsabilidade" o candidato se propôs a abordar a sustentabilidade em todas as sérias escolares, bem como a capacitação e o aprimoramento dos profissionais da área.
Propôs-se também a criar e incentivar projetos que promovam a interação entre alunos e familiares por meio de ações que envolvam saúde, a utilização de mídias sociais e internet para o aprendizado e melhoria do padrão de conhecimento de valores éticos.
Além disso, Erinaldo também se dispôs a implantar uma política pública de segurança alimentar, que estimule hábitos alimentares saudáveis nas escolas, consequentemente em domicílios familiares, em parceria com a Secretaria.

## Resultados

### Prefeito
No dia 7 de outubro, Erinaldo foi eleito com 37,45% dos votos válidos.
| Candidato(a)           | Vice                   | 1º Turno 7 de outubro de 2012 | 1º Turno 7 de outubro de 2012 |
| Candidato(a)           | Vice                   | Votação                       | Votação                       |
|                        |                        | Total                         | Porcentagem                   |
| ---------------------- | ---------------------- | ----------------------------- | ----------------------------- |
| Erinaldo (PSDB)        | Silvano (PTB)          | 23.534                        | 37,45%                        |
| Pivetta (PT)           | Marcos Mâncio (PMDB)   | 20.824                        | 33,14%                        |
| Fernando (DEM)         | Dude (DEM)             | 18.479                        | 29,41%                        |
| Total de votos válidos | Total de votos válidos | 62.837                        | 90,30%                        |
| Votos em branco        | Votos em branco        | 2.893                         | 4,16%                         |
| Votos nulos            | Votos nulos            | 3.860                         | 5,55%                         |
| Total                  | Total                  | 69.590                        | 100%                          |
| Abstenções             | Abstenções             | 9.415                         | 12%                           |
| Votos apurados         | Votos apurados         | 75.442                        | 100%                          |
| Total de eleitores     | Total de eleitores     | 82.235                        | 100%                          |

### Vereador
| Resultado da eleição para a Câmara Municipal de Votorantim em 2012 por candidato | Resultado da eleição para a Câmara Municipal de Votorantim em 2012 por candidato | Resultado da eleição para a Câmara Municipal de Votorantim em 2012 por candidato | Resultado da eleição para a Câmara Municipal de Votorantim em 2012 por candidato | Resultado da eleição para a Câmara Municipal de Votorantim em 2012 por candidato | Resultado da eleição para a Câmara Municipal de Votorantim em 2012 por candidato |
| Candidato                                                                        | Número                                                                           | Partido                                                                          | Votos                                                                            | Porcentagem                                                                      |                                                                                  |
| -------------------------------------------------------------------------------- | -------------------------------------------------------------------------------- | -------------------------------------------------------------------------------- | -------------------------------------------------------------------------------- | -------------------------------------------------------------------------------- | -------------------------------------------------------------------------------- |
| Fabíola Filha do Erinaldo                                                        | 45045                                                                            | PSDB                                                                             | 2.301                                                                            | 3,66%                                                                            |                                                                                  |
| Marcão Papeleiro                                                                 | 13133                                                                            | PT                                                                               | 1.807                                                                            | 2,87%                                                                            |                                                                                  |
| Eric Romero                                                                      | 23000                                                                            | PPS                                                                              | 1.795                                                                            | 2,85%                                                                            |                                                                                  |
| Lê Baeza                                                                         | 43333                                                                            | PV                                                                               | 1.463                                                                            | 2,32%                                                                            |                                                                                  |
| Robson da Farmácia                                                               | 45273                                                                            | PSDB                                                                             | 1.345                                                                            | 2,28%                                                                            |                                                                                  |
| Pedro Nunes                                                                      | 12456                                                                            | PDT                                                                              | 1.345                                                                            | 2,14%                                                                            |                                                                                  |
| Heber Martins                                                                    | 23333                                                                            | PDT                                                                              | 1.262                                                                            | 1,89%                                                                            |                                                                                  |
| Bruno Martins de Almeida                                                         | 45198                                                                            | PSDB                                                                             | 1.158                                                                            | 1,84%                                                                            |                                                                                  |
| João Cau                                                                         | 20333                                                                            | PSC                                                                              | 1.111                                                                            | 1,76%                                                                            |                                                                                  |
| Lilo do Comas                                                                    | 43134                                                                            | PV                                                                               | 1.108                                                                            | 1,76%                                                                            |                                                                                  |
| Pastor Tonhão                                                                    | 43200                                                                            | PV                                                                               | 3.092                                                                            | 1,70%                                                                            |                                                                                  |
| Joãozinho da Cidadania                                                           | 13613                                                                            | PT                                                                               | 624                                                                              | 0,99%                                                                            |                                                                                  |

| Votos válidos   | Votos válidos   | 62.948 | 90,46% |
| Votos nulos     | Votos nulos     | 2.478  | 3,56%  |
| Votos em branco | Votos em branco | 4.164  | 5,98%  |
| Total           | Total           | 69.590 | 100%   |
| --------------- | --------------- | ------ | ------ |